# Смит-Шустер, Джуджу
Джон Шерман «Джуджу» Смит-Шустер (англ. John Sherman «JuJu» Smith-Schuster; 22 ноября 1996, Лонг-Бич, Калифорния) — профессиональный американский футболист, принимающий клуба НФЛ «Канзас-Сити Чифс». Участник Пробоула в сезоне 2018 года. На студенческом уровне выступал за команду университета Южной Калифорнии. На драфте НФЛ 2017 года был выбран во втором раунде.

## Биография
Джон Смит родился 22 ноября 1996 года в городе Лонг-Бич в Калифорнии. Второй из семи детей в семье афроамериканского и самоанского происхождения. В футбол он начал играть в возрасте восьми лет. В 2012 году, во время учёбы в Политехнической старшей школе, он начал выходить на поле под прозвищем Джуджу, которое получил от тёти. В составе школьной футбольной команды Смит играл принимающим и сэйфти, побеждал в чемпионате дивизиона. По итогам своего последнего сезона он вошёл в ряд символических сборных турнира, был включён в список трёхста лучших молодых игроков по версии канала ESPN.

### Любительская карьера
После окончания школы он поступил в университет Южной Калифорнии. Тогда же он взял двойную фамилию Смит-Шустер в память о своём отчиме. В футбольном турнире NCAA он дебютировал в 2014 году, сыграв в тринадцати матчах в нападении и составе специальных команд. Смит-Шустер набрал на приёме 724 ярда с пятью тачдаунами, журнал Sporting News включил его в состав сборной звёзд сезона. В 2015 году он сыграл в стартовом составе в четырнадцати матчах команды, набрал 1 454 ярда с десятью тачдаунами и зарекомендовал себя как один из лучших принимающих студенческого футбола. Он не пропустил ни одного матча, несмотря на перелом руки, потребовавший хирургического вмешательства. По итогам года он вошёл в число пяти финалистов награды Полинезийскому игроку года, был включён в состав сборной звёзд конференции Pac-12. 
Перед началом сезона 2016 года команду возглавил Клей Хелтон, а новым стартовым квотербеком стал Макс Браун. В первых играх турнира его эффективность была невысока. Показатели Смита-Шустера начали расти после четвёртой игровой недели, когда место квотербека занял Сэм Дарнолд. За сезон он сделал 70 приёмов на 914 ярдов и заработал десять тачдаунов. В январе 2017 года Смит-Шустер объявил об отказе от последнего года карьеры в колледже и своём выходе на драфт НФЛ. Суммарно за три года выступлений в NCAA он набрал 3 092 ярда на приёме с 25 тачдаунами. На момент окончания студенческой карьеры он занимал четвёртое место в рейтинге принимающих аналитика ESPN Мела Кайпера.

#### Статистика выступлений в NCAA
| Сезон | Команда      | Игры | Приём | Приём | Приём | Приём | Вынос | Вынос | Вынос | Вынос |
| Сезон | Команда      | Игры | Rec   | Yds   | Y/A   | TD    | Att   | Yds   | Y/A   | TD    |
| ----- | ------------ | ---- | ----- | ----- | ----- | ----- | ----- | ----- | ----- | ----- |
| 2014  | ЮСК Тродженс | 13   | 54    | 724   | 13,4  | 5     | 2     | 3     | 1,5   | 0     |
| 2015  | ЮСК Тродженс | 14   | 89    | 1 454 | 16,3  | 10    | 1     | 4     | 4,0   | 0     |
| 2016  | ЮСК Тродженс | 13   | 70    | 914   | 13,1  | 10    | 5     | 27    | 5,4   | 0     |
| Всего | Всего        | 40   | 213   | 3 092 | 14,5  | 25    | 8     | 34    | 4,3   | 0     |

### Профессиональная карьера
Перед драфтом НФЛ 2017 года обозреватель Тони Сирагуса сильными сторонами игрока называл умение работать на маршрутах, хорошую скорость, способность открыться под передачу, неплохие для ресивера навыки блокирующего. К недостаткам он относил однообразие в его игре, не лучшую игру руками, технику работы ног. По мнению Сирагусы Смит-Шустер входил в число пяти лучших выходящих на драфт ресиверов. Он прогнозировал игроку выбор в первой части второго раунда одной из команд, которым требовался принимающий для замены ветерана.

#### Питтсбург Стилерз
На драфте Смит-Шустер был выбран «Питтсбургом» во втором раунде. В мае он подписал с клубом четырёхлетний контракт. После первого сезона в составе команды он завоевал популярность у болельщиков своим поведением на поле и за его пределами. В регулярном чемпионате Смит-Шустер сыграл тринадцать матчей, он был третьим принимающим команды, но был близок к тому, чтобы достичь отметки в 1 000 ярдов на приёме. В 2018 году он сыграл в шестнадцати матчах регулярного чемпионата, составив один из самых эффективных тандемов принимающих вместе с Антонио Брауном. Смит-Шустер стал лучшим в команде на приёме, поймав 111 передач на 1 426 ярдов. Он побил рекорд Ларри Фицджералда, став самым молодым игроком лиги, сделавшим сто приёмов за сезон. Главный тренер «Стилерз» Майк Томлин по ходу чемпионата сравнивал его с рекордсменом клуба по числу приёмов, набранных ярдов и тачдаунов Хайнсом Уордом. В январе 2019 года Смит-Шустер был включён в число участников Пробоула.
Сезон 2020 года сложился для него не лучшим образом. Смит-Шустер пропустил четыре матча чемпионата из-за травмы колена и по основным статистическим показателям уступил Дионтею Джонсону и Джеймсу Вашингтону. Негативно на его результативности сказалась и травма основного квотербека Бена Ротлисбергера, большую часть сезона эту роль играли Мейсон Рудолф и Девлин Ходжес. В регулярном чемпионате Смит-Шустер сделал только 42 приёма на 552 ярда. В 2020 году он вернул себе позицию основного принимающего «Стилерз», став лучшим в команде с 97 приёмами. При этом система нападения «Питтсбурга» изменилась в пользу большого числа коротких передач, в результате чего в среднем на приём Смит-Шустер набирал всего 8,6 ярдов.
Перед началом сезона 2021 года Смит-Шустер подписал с клубом новый однолетний контракт с базовой зарплатой 1 млн и подписным бонусом в размере 7 млн долларов. В июне он стал клиентом агентства Wasserman Media Group. Главной целью перехода к сотрудничеству с другой фирмой было подписание крупного долгосрочного контракта после окончания сезона. В матче пятой игровой недели регулярного чемпионата Смит-Шустер получил травму плеча и выбыл из строя до конца сезона. Всего за проведённое на поле время он сделал пятнадцать приёмов на 129 ярдов.

#### Канзас-Сити Чифс
В марте 2022 года Смит-Шустер подписал однолетний контракт на 10,75 млн долларов с клубом «Канзас-Сити Чифс».

#### Статистика выступлений в НФЛ

##### Регулярный чемпионат
| Сезон | Команда           | Игры | Приём | Приём | Приём | Приём | Вынос | Вынос | Вынос | Вынос |
| Сезон | Команда           | Игры | Rec   | Yds   | Y/A   | TD    | Att   | Yds   | Y/A   | TD    |
| ----- | ----------------- | ---- | ----- | ----- | ----- | ----- | ----- | ----- | ----- | ----- |
| 2017  | Питтсбург Стилерз | 14   | 58    | 917   | 15,8  | 7     | 0     | 0     | 0,0   | 0     |
| 2018  | Питтсбург Стилерз | 16   | 111   | 1 426 | 12,8  | 7     | 1     | 13    | 13,0  | 0     |
| 2019  | Питтсбург Стилерз | 12   | 42    | 552   | 13,1  | 3     | 0     | 0     | 0,0   | 0     |
| 2020  | Питтсбург Стилерз | 16   | 97    | 831   | 8,6   | 9     | 0     | 0     | 0,0   | 0     |
| 2021  | Питтсбург Стилерз | 5    | 15    | 129   | 8,6   | 0     | 3     | 9     | 3,0   | 1     |
| Всего | Всего             | 63   | 323   | 3 855 | 11,9  | 26    | 4     | 22    | 5,5   | 1     |

##### Плей-офф
| Сезон | Команда           | Игры | Приём | Приём | Приём | Приём | Вынос | Вынос | Вынос | Вынос |
| Сезон | Команда           | Игры | Rec   | Yds   | Y/A   | TD    | Att   | Yds   | Y/A   | TD    |
| ----- | ----------------- | ---- | ----- | ----- | ----- | ----- | ----- | ----- | ----- | ----- |
| 2017  | Питтсбург Стилерз | 1    | 3     | 5     | 1,7   | 1     | 0     | 0     | 0,0   | 0     |
| 2020  | Питтсбург Стилерз | 1    | 13    | 157   | 12,1  | 1     | 0     | 0     | 0,0   | 0     |
| Всего | Всего             | 2    | 16    | 162   | 10,1  | 2     | 0     | 0     | 0,0   | 0     |

### Вне футбола
Смит-Шустер известен как поклонник видеоигр. Он принимал участие в маркетинговых мероприятиях, связанных с Call of Duty: WWII, ведёт трансляции на платформе Twitch, играет в Fortnite. В феврале 2018 года он объявил о начале сотрудничества с киберспортивной организацией FaZe Clan.